# تيار مشحون
تفاعل التيار المشحون هي إحدى الطرق التي يمكن أن يتفاعل بها جسيمات دون الذرة خلال القوة النووية الضعيفة. وتتم خلال بوزونات 
W+
 و 
W−
.
ويعتقد غالبًا بخطأ تسمية هذا التفاعل «بالمشحون» لأن بوزونات W لديها شحنة كهربائية. ومع ذلك فإن التيار المشحون الذي سمي التفاعل باسمه هو من الجسيمات المتفاعلة. فمثلا: مساهمة التيار المشحون ل 
ν
e
e−
 ← 
ν
e
e−
 سعة التبعثر المرن
{\displaystyle {\mathfrak {M}}^{\mathrm {CC} }\propto J_{\mu }^{\mathrm {(CC)} }(\mathrm {e^{-}} \to \nu _{\mathrm {e} })\;J^{\mathrm {(CC)} \mu }(\nu _{\mathrm {e} }\to \mathrm {e^{-}} )}
حيث وصف التيارات المشحونة لدفق فرميون واحد إلى آخر كالتالي:
{\displaystyle J^{\mathrm {(CC)\mu } }(f\to f')={\bar {u}}_{f'}\gamma ^{\mu }{\frac {1}{2}}\left(1-\gamma ^{5}\right)u_{f}.}